# Pridinol
Pridinol là một loại thuốc giãn cơ được sử dụng như một loại thuốc chống loạn thần và kháng cholinergic.